# Refused
Refused je hardcorová skupina původem ze Švédska, jež existovala v letech 1992 až 1998. Hudební časopis Kerrang! umístil jejich album The Shape Of Punk To Come v soutěži o 50 nejvýznamnějších alb historie na 13. místo.V roce 2020 se také skupina podílela na vzniku soundtracku ke hře Cyberpunk 2077.

## Historie
Původní sestavu tvořili Dennis Lyxzén, David Sandström, Pär Hansson a Jonas Lidgren. Ti počátkem roku 1992 vydali své první demo Refused (1992). Skupina poté vydala ještě jedno demo, pět EP a tři alba (bez The Demo Compilation a The EP Compilation) před rozpadem v 1998. Jejich konečná formace při rozpadu byla: Dennis Lyxzén, David Sandström, Kristofer Steen a Jon Brännström.
Jednou z možností rozpadu, kterou naznačil Kristofer Steen v rozhovoru pro Buddyhead, byly odlišné názory, které měl Dennis Lyxzén a zbytek skupiny.
V roce 2010 se na internetu začaly šířit zvěsti o obnovení Refused, ale byly vyvráceny. Až roku 2012 kapela potvrdila headlinování několika festivalů a to mimo jiné i českého Rock for People 2012.
Zpěvák Dennis Lyxzén je dnes členem AC4.

## Diskografie

### Alba
- (1993) This Just Might Be the Truth[2]
- (1996) Songs to Fan the Flames of Discontent
- (1998) The Shape of Punk to Come

### Singly a EP
- (1993) This Is The New Deal[5]
- (1993) Pump The Brakes
- (1994) Everlasting
- (1996) Rather Be Dead E.P.
- (1997) The E.P. Compilation
- (1997) The Demo Compilation
- (1998) The New Noise Theology E.P.